# ハンドメイドルアーLOT
LOTハンドメイドルアー（旧：ハンドメイドルアーLOT)は汐瀬聡が1980年から設立したハンドメイドルアーブランド。代表作BT（バタフライトップシリーズ）やツチノコシリーズをはじめ、数々のハンドメイドルアーを販売。

## 概要
現在のLOTハンドメイドルアーの旧名。1990年代から工房を京都に構える。およそ120以上の工程を汐瀬聡がすべて手作りで製作するハンドメイドルアーは、機能美ともいえる無駄のないデザインと釣れる泳ぎを両立している。BTシリーズをはじめ、ツチノコシリーズや点晴シリーズ、龍眼シリーズなど汐瀬聡らしい繊細なハンドメイドルアーを数々打ち出す。2004年には、今江克隆とイマカツ第一弾として汐瀬聡とコラボし、BTをプラスチック化した。

## 特徴

### バルサ材
硬度や節目の有無など厳選されたバルサ材を使用。

### デザイン
「機能美」を追求をテーマに、繊細なカーブやアクションを意識したデザインが魅力。

### 削り
長年の経験によるハンドカービングのみで製作。

### コーティング
下地コーティングの最初から最終仕上げまで、全てセルロースセメントにこだわる。

### リップ
リップや羽根に、ポリカーボネイトを駆使し、その折り加工は特徴的なものが多い。

### アクション
実践的なフィールドで活用できるアクションを追求。多彩なアクションからノーアクションタイプまで製作。

### フラッシング素材
アルミ箔を使用したリアル系が作品がメイン。 京都の伝統工芸に影響を受け、金箔・銀箔や、青貝を用いた螺鈿技法も積極的に取り入れる。

### カラーリング
箔や青貝の輝きを活かすため、控えめなカラーリングが多い。

## 掲載誌
- 『Rod and Reel　11月号』 （株）地球丸、1998年11月1日発行、113頁にツチノコとBT75掲載。
- 『Rod and Reel　1月号』 （株）地球丸、1999年1月1日発行、42～43頁にBT122掲載。
- 『にっぽんのハンドメイドルアー大図鑑－トップビルダ－72人の仕事』 （株）エイ出版社、1999年11月20日発行、38-39頁。
- 『Handmade Lure Works　Color Making』 (株)主婦と生活社、2000年2月8日発行、120-127頁。
- 『バスルアー大図鑑』 （株）日本文芸社、2000年5月1日発行、26-29頁。
- 『TACKLE BOX　NO.223』 （株）フリーウェイ、2000年9月1日発行、P161頁。
- 『HANDMADE　LURE　CALEMDER2002』 ダイイチシコウ、2001年11月11日発行。
- 『トップウォーター大図鑑2002』 （株）エイ出版社、2002年5月10日発行、108頁。
- 『Rod and Reel　2月号』 （株）地球丸、2003年2月1日発行、183頁にBTカワネズミ掲載。
- 『トップウォータープラグ大全』 （株）エイ出版社、2003年5月10日発行、64、115頁。
- 『Rod and Reel　7月号』 （株）地球丸、2003年5月26日発行、143頁、フィッシングショップさとうさんの広告欄にLOTルアー掲載。
- 『バスワールド　12月号』 （株）エイ出版社、2003年10月25日発行、182頁。